# دي. جونز (لاعب كرة قدم)
دي. جونز (بالإنجليزية: D. J. Jones)‏ (و. 1988  م) هو لاعب كرة قدم أمريكية، من الولايات المتحدة، ولد في كانزاس سيتي، ميزوري، يلعب كمصطدم ‏.